# Hyesan
Hyesan ist eine Stadt in Nordkorea mit 192.794 Einwohnern, am Grenzfluss Yalu zur Volksrepublik China gelegen. Sie ist Industriestadt, Kulturzentrum mit Hochschulen, Theater und Museen sowie Verkehrsknoten (Straße, Eisenbahn und Flughafen). Hyesan ist die Hauptstadt der Provinz Ryanggang-do.

## Sehenswürdigkeiten
Sehenswert sind in Hyesan der Kwaegung-Pavillon sowie der östlich der Stadt gelegene 2136 Meter hohe Berg Kwandu. Von Hyesan aus werden Touristenreisen zum nördlich der Stadt gelegenen 2744 Meter hohen Paektu-san veranstaltet. Es handelt sich bei dem Berg um einen Vulkan, der durch seine Formation, Lage, Anmut und Gewaltigkeit Eindruck bei jenen macht, die Naturschönheiten schätzen. Außerdem wurde nach nordkoreanischer Darstellung am Paektu Kim Jong-il geboren.

## Wirtschaft
Wichtige Wirtschaftszweige sind die Holzverarbeitung, Papierherstellung und Textilindustrie.

## Söhne und Töchter der Stadt
- Lee Hyeon-seo (* 1980), Menschenrechtsaktivistin und Buchautorin
- Ko Hyon-suk (* 1985), Eisschnellläuferin
- Park Yeon-mi (* 1993), Menschenrechtlerin, aus Nordkorea geflohen